# جيم ميرفي (سياسي أمريكي)
جيم ميرفي (بالإنجليزية: Jim Murphy)‏ هو سياسي أمريكي، ولد في 8 ديسمبر 1957 في هيوستن في الولايات المتحدة. حزبياً، نشط في الحزب الجمهوري. وقد انتخب عضو مجلس نواب تكساس.